# برژنیتسیته
برژنیتسیته (به بلغاری: Brezhnitsite) یک منطقهٔ مسکونی در بلغارستان است که در تریاونا واقع شده‌است.